# 自然ルテニウム

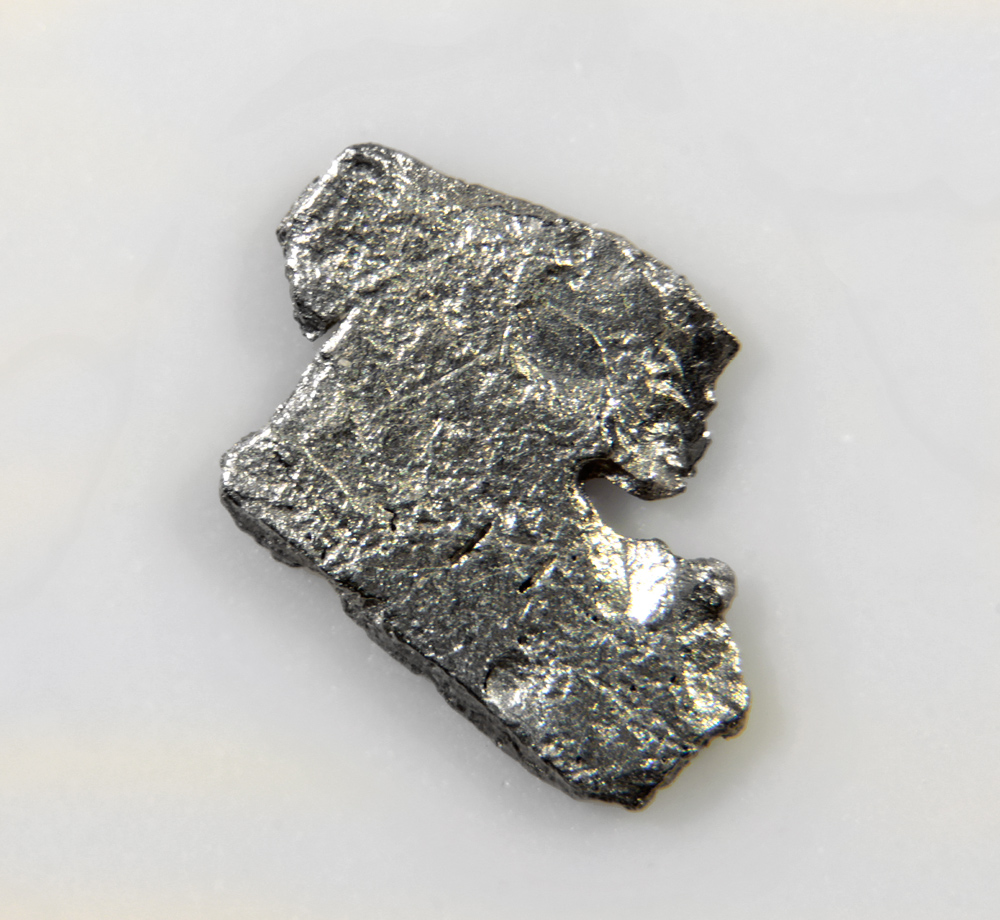
ロシア連邦スヴェルドロフスク州で発見された天然ルテニウム粒

自然ルテニウム (Ruthenium・Native Ruthenium) とは、白金族に属する元素鉱物である。結晶系は六方晶系。理想的な化学組成は Ru 。

## 成分・種類
自然ルテニウムは、鉱物名の由来であるルテニウムの単体を組成に持つ鉱物である。しかし自然ルテニウムに限った話ではないが、元素鉱物は理想的に100%単一の元素で構成される事は稀であり、性質の似た別の元素と合金状態で産出する。例えば、最初に自然ルテニウムが報告された、北海道の雨竜川の自然ルテニウムの組成は (Ru0.74Ir0.09Rh0.08Pt0.05Os0.03Pd0.01)Σ = 1.00 となっている。合金状態の元素鉱物は、モル比で最も多い元素を鉱物の名称として用いるルールであるため、自然ルテニウムの標本は、純粋なルテニウムではなく、ルテニウムを最も多く含む合金の標本である。表中に示す自然ルテニウムの特性は、あくまで理想的な組成の場合の値である。
| 元素名     | 割合 （重量%） |
| ---------- | -------------- |
| ルテニウム | 64.43          |
| イリジウム | 14.62          |
| 白金       | 9.14           |
| ロジウム   | 7.05           |
| オスミウム | 5.29           |
| パラジウム | 0.49           |
| 鉄         | 0.21           |
| ニッケル   | （痕跡量）     |
| 銅         | （痕跡量）     |

自然ルテニウムは六方晶系であり、ルテニウムよりオスミウムが多くなれば自然オスミウム (Osmium) 、イリジウムが多くなればルテノイリドスミン (Rutheniridosmine) となる。

## 産出地
計26地点で産出が報告されている。主な産地は以下の通り。
- 北海道幌加内町雨竜川（原産地）
- エチオピアベニシャングル・グムズ州Tumet川
- ロシアウラル連邦管区ミアス川
- ロシアウラル連邦管区Neiva川（Neyva川と綴られることもある）

その他オーストラリア、ブルガリア、カナダ、中華人民共和国、コロンビア、ドミニカ共和国、インドネシア、モンゴル、南アフリカ共和国、アメリカ合衆国で産出が報告されている。

## 性質・特徴
自然ルテニウムは六方晶系であり、薄い板状結晶として産出することがある。その多くは単独ではなく、自然白金 (Platinum) の中に含まれている。最初の発見報告である雨竜川の自然ルテニウムの大きさは、35 × 7μm (0.035 × 0.007mm) という極めて微細な結晶である。自然ルテニウムと同じ結晶系で、イリジウムを多く含むルテノイリドスミンや、硫化ルテニウム(IV)の組成を持つラウラ鉱 (Laurite・RuS2) も共に含まれている場合もある。見かけは金属光沢を有する銀白色の金属であり、似ている白金族元素鉱物も多くあるため、分析をせずに肉眼的に判定を行うことは困難または不可能である。
自然ルテニウムはイリジウムや白金を含む。ルテニウムの密度は12.5g/cm3であるが、イリジウムは22.6g/cm3、白金は21.5g/cm3とそれぞれ倍近い値を持つため、自然ルテニウムは理想的な密度より少し大きな値を示す。しかし他の白金族元素鉱物と比べるとかなり低い値である。
産出地に川が多くあるように、自然ルテニウムは他の白金族元素鉱物と混ざって砂鉱の状態で産出する場合が多い。川を下った際に結晶が磨耗して丸くなっている場合もある。

## 用途・加工法
自然ルテニウムは極めて珍しい鉱物であり、自然ルテニウムを対象に採掘を行ったり、何らかの用途に用いることはない。ただし先述の通り、しばしば自然白金の中に伴って産出する鉱物であり、砂鉱として混ざった状態で一緒に採掘され、自然ルテニウムだと気づかれずにルテニウムの資源として用いられている可能性はある。

## サイド・ストーリー
自然ルテニウムは、北海道を流れる雨竜川の砂鉱試料から、鹿児島大学の浦嶋幸世らによって発見された日本産新鉱物である。砂鉱は幌加内町の砂白金で、櫻井欽一が所有していた標本である。これを研究用試料として5粒を浦島に提供し分析した結果、このうち1粒が自然ルテニウムに該当する量のルテニウムを含んでいた。論文は1974年10月に Mineralogical Journal に掲載された。
自然ルテニウムは、日本で発見された初めての元素鉱物に分類される新鉱物であり、他の元素鉱物の新鉱物は、1991年に雨竜川の標本をタイプ標本として再定義されたルテノイリドスミンか、1999年に大分県で発見されたパラ輝砒鉱 (Pararsenolamprite) の合わせて2種類しかない。また、日本で発見された鉱物の中では、元素名を由来とする唯一の元素鉱物である。